# 国本女子中学校・高等学校
国本女子中学校・高等学校（くにもとじょしちゅうがっこう・こうとうがっこう）は、東京都世田谷区喜多見八丁目に所在し、中高一貫教育を提供する私立女子中学校・高等学校。高等学校において、中学校から入学した内部進学の生徒と高等学校から入学した外部進学の生徒との間では、第1学年から混合してクラスを編成する併設型中高一貫校。

## 沿革
- 1942年（昭和17年） - 國本高等女學校として開校
- 1947年（昭和22年） - 学制改革により、国本女子中学校に移行
- 1948年（昭和23年） - 学制改革により、国本女子高等学校設立
- 1953年（昭和28年） - 国本幼稚園開園
- 1954年（昭和29年） - 国本小学校開校
- 1987年（昭和62年） - 町田キャンパス開設
- 2002年（平成14年） - 創立60周年記念式典
- 2016年（平成28年） - 町田キャンパス閉鎖
- 2020年（令和2年） - 中学校にダブルディプロマコース・リベラルアーツコースを開設

## 交通

### 喜多見キャンパス
普段の授業はこちらで行う。
- 小田急線 喜多見駅 徒歩2分

### 町田キャンパス（廃止）
2016年度をもって閉鎖。廃止前は部活動や学校行事などで使用するほか、高等学校では1･2年生が各クラス週1日ずつ町田キャンパスで授業を行っていた。この他、中学校でも一部の特別授業や理科観察会で使用していた。
- JR横浜線・小田急線町田駅より神奈中バス（町53・町55系統）に乗車し「国本学園前」で下車、徒歩5分。
- 小田急線鶴川駅より神奈中バス（町53系統）に乗車し「国本学園前」で下車、徒歩5分。

## 主な出身者
- 中原早苗 （元女優）
- 桜田淳子 （元歌手、女優）
- 春野寿美礼 （歌手、女優、元宝塚歌劇団花組トップスター）
- 近藤春菜 （お笑いタレント、ハリセンボン）
- 横須賀よしみ （元歌手、女優）

## 系列校
- 国本小学校
- 国本幼稚園